# F színképtípusú csillag
Az F színképtípusú csillagok olyan csillagok, melyeknek felszíni hőmérséklete 6000 és 7500 K közötti.
Színképükben gyenge (F0-tól F9-ig gyengülő) hidrogénvonalak mellett a Fe és a Cr egyszeresen ionizált (F0-tól F9-ig erősödő) fémvonalait láthatjuk. A legerősebbek a kalcium H- és K-vonalai; e csillagok fehérek vagy sárgák. A fősorozat csillagainak 3,1%-a tartozik ebbe az osztályba – ilyen például a Canopus és a Procyon. Az alábbi ábrán egy F2 III spektráltípusú csillag színképe látható.

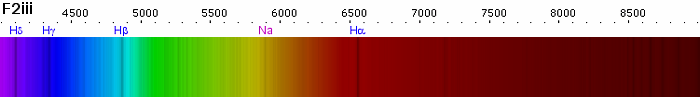

## Külső hivatkozások
- A csillagok állapothatározói - ELTE interaktív csillagászati portál